# The Last Outlaw (film 1936)
The Last Outlaw è un film del 1936 diretto da Christy Cabanne.

## Produzione
Le riprese del film, prodotto dalla RKO Radio Pictures con il titolo di lavorazione The Last of the Bad Men, durarono per tutto l'aprile del 1936.

## Distribuzione
Il copyright del film, richiesto dalla RKO, fu registrato il 18 giugno 1936 con il numero LP6421.
Distribuito dalla RKO Radio Pictures, il film uscì nelle sale cinematografiche statunitensi il 19 giugno 1936 dopo essere stato presentato in prima a New York il 14 giugno.